# Smile (canción de Juice Wrld y The Weeknd)
«Smile» es una canción del rapero y cantante estadounidense Juice Wrld y del cantante canadiense The Weeknd. Fue lanzado el 7 de agosto de 2020 como el sexto sencillo del tercer álbum de estudio póstumo de Juice Wrld, Legends Never Die. El día del lanzamiento del sencillo, se lanzó una versión actualizada del álbum con la canción.

## Antecedentes y lanzamiento
El 10 de septiembre de 2019, Juice Wrld reveló por primera vez su interés en hacer una pista con The Weeknd a través de Twitter, en un tuit que decía "Yo y The Weeknd haríamos un récord de diamantes..." La demostración de la canción de 2018 se filtró por primera vez en julio de 2020, bajo el título "Sad". Casi un mes después del lanzamiento del tercer álbum de estudio póstumo de Juice Wrld, Legends Never Die, el 4 de agosto de 2020, The Weeknd anunció que una colaboración entre los dos artistas estaba en camino pronto, tuiteando "XO + 999 Thursday Night". Poco antes del lanzamiento de la canción, el 6 de agosto de 2020, The Weeknd anunció que el título del sencillo era "Smile", con el artista en el momento del lanzamiento de la canción, y luego declaró que deseaba que Juice Wrld pudiera estar vivo en el momento de celebrar la canción. lanzamiento. También se lanzó una versión actualizada de Legends Never Die con la canción junto con el sencillo.